# Jimmy Quinn (football, 1959)
 (septembre 2023).
Si vous disposez d'ouvrages ou d'articles de référence ou si vous connaissez des sites web de qualité traitant du thème abordé ici, merci de compléter l'article en donnant les références utiles à sa vérifiabilité et en les liant à la section « Notes et références ».
Pour les articles homonymes, voir Quinn et Jimmy Quinn.
James « Jimmy » Quinn (né le 18 novembre 1959 à Belfast) est un footballeur nord-irlandais.

## Biographie
Jouant au poste d'avant-centre, Quinn a connu pas moins de 13 clubs différents au cours de sa carrière, la plupart dans les divisions inférieures du championnat d'Angleterre.
C'est à Reading qu'il est resté le plus longtemps (5 ans), inscrivant 71 buts en 182 matches. Il a également joué notamment 2 ans à Blackburn (17 buts en 70 matches), 2 ans à Swindon (30 buts en 64 matches) et 2 ans à West Ham (18 buts en 47 matches).
Il a marqué 12 buts en 48 sélections avec l'Irlande du Nord entre 1985 et 1996.
Devenu entraîneur-joueur lorsqu'il était à Reading, Quinn est ensuite devenu manager de différents petits clubs. Il coache actuellement Cambridge United qui évolue en Conference National (la 5e division anglaise).

## Carrière
- 1980-1981 : Oswestry Town ( Pays de Galles)
- 1981-1984 : Swindon Town ( Angleterre)
- 1984-1986 : Blackburn Rovers ( Angleterre)
- 1986-1988 : Swindon Town ( Angleterre)
- 1988-1989 : Leicester City ( Angleterre)
- 1989 : Bradford City AFC ( Angleterre)
- 1989-1991 : West Ham ( Angleterre)
- 1991-1992 : Bournemouth AFC ( Angleterre)
- 1992-1997 : Reading FC ( Angleterre)
- 1997-1998 : Peterborough United ( Angleterre)
- 1999-2000 : Swindon Town ( Angleterre)
- 2000 : Northwich Victoria ( Angleterre)
- 2000 : Hereford United ( Angleterre)
- 2000-2001 : Highworth Town ( Angleterre)
- 2001 : Hayes FC ( Angleterre)
- 2001-2003 : Northwich Victoria ( Angleterre)
- 2003-2004 : Shrewsbury Town ( Angleterre)